# Tracker (Musik)

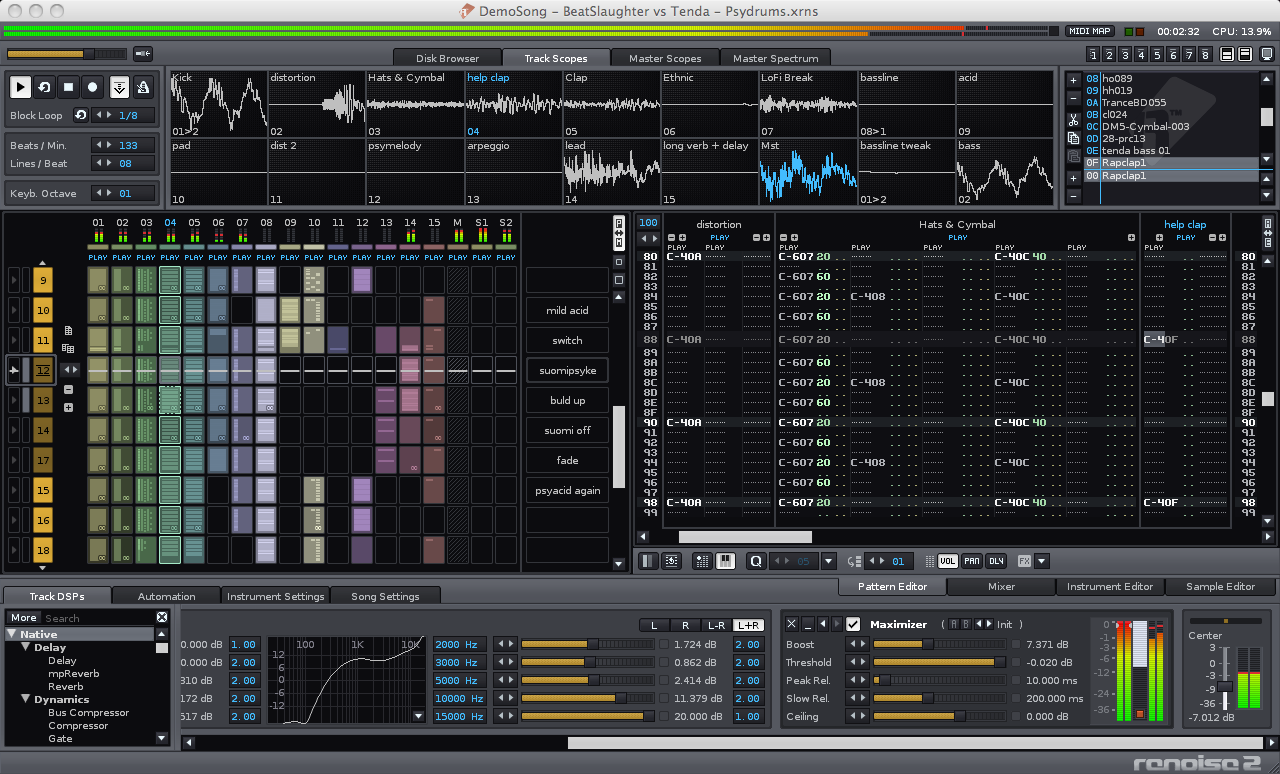
Renoise, ein kommerzieller trackerartiger Musiksequenzer der dritten Generation:
oben rechts: Sample-Liste
oben Mitte: Kanal-Kurven
oben links: allgemeine Musikstückeigenschaften (BPM etc.)
Mitte links: Masterliste
Mitte rechts: Pattern-Editor, Befehlsliste für die Kanäle (entlang der Zeile) und den Zeitverlauf (entlang der Spalten), der weiße Balkencursor markiert den aktuellen Zeitpunkt
unten: Soundeffekt Wahl und Parametrisierung

Tracker bezeichnet eine Klasse von Software-Sequenzer, die im Umfeld des Computers Commodore Amiga Ende der 1980er Jahre entstand. In diesem Computer-Umfeld wurden mit ihnen Musikstücke für Computerspiele erstellt (z. B. Pinball Dreams, Unreal, Deus Ex). In den 1990er Jahren wurden Tracker mit den dazugehörigen Dateiformaten von der Demoszene aufgenommen und weiterentwickelt. Das Trackerkonzept mit kompakten Dateigrößen bei guter Qualität seiner Musikstücke war attraktiv für die Erstellung von Computerdemos, welche damals noch auf Disketten passen mussten. In den 2000er Jahren wurden Tracker mit der gestiegenen Computerleistung um fortschrittliche Synthesizereigenschaften erweitert und wurden deshalb auch für professionelle Musikproduktion verwendet, z. B. der Elektromusikszene. Parallel dazu waren mobile Geräte mit begrenzter Hardwareausstattung, wie z. B. der Game Boy Advance, in der Lage, die Klangerzeugung sample-basiert statt über einfache Tongeneratoren zu bewerkstelligen.

## Tracker und andere Musiksequenzersoftware
Verbindende Eigenschaft von Trackern gegenüber anderer Musiksequenzersoftware (z. B. Cubase oder Logic Pro) oder auch der Notenschrift, ist die Repräsentation des Zeitverlaufs von oben nach unten, anstatt von links nach rechts. Bei Nicht-Tracker Sequenzersoftware ist bei Veröffentlichung eines Musikstücks ein Export in einem verlustbehaftetem, nicht mehr editierbaren Musikformat üblich (WAV, MP3 etc.). Bei den Trackern ist die Musikverbreitung in einem kompakten, editierfähigen Trackerformat üblich.
Seit den 2000ern verlaufen die Unterschiede zwischen Trackern und anderer Musiksequenzersoftware immer mehr, beispielsweise präsentierte das britische Computer Music Magazine 2007 Tracker der dritten Generation, wie z. B. Renoise oder Jeskola Buzz, als professionelle und günstige Alternative zu anderer Musikstudiosoftware.

## Verwendung
Ein Tracker gestattet es dem Benutzer, Musikstücke mit mehreren Instrumenten zu komponieren, dies geschieht durch schrittweise Verteilung selbiger auf einer Zeitleiste über mehrere einstimmige Kanäle/(Ton-)Spuren (englisch Tracks, daher der Name Tracker). Die Instrumenteneigenschaften können adaptiert werden: Tonhöhe, Lautstärke oder andere Soundeffekte. Die Definition dieser Effekte erfolgt durch Eingabe von repräsentierenden Instruktionen mit Parametern oder bei Trackern der dritten Generation auch graphisch (Notenschrift) oder GUI-gestützt. Ein vollständiges Musikstück besteht dann aus einigen mehrstimmigen Abschnitten, sogenannten „Patterns“, die mittels einer Master List hintereinandergehängt werden.
Abgespeichert und exportiert werden so erstellte Musikstücke in Trackermodul-Dateien. Trackermodule enthalten neben den Instrumentensamples eine Sequenzliste, die angibt, welche Noten auf welchen Instrumenten wann zu spielen sind, ebenso die vom Musiker definierten Effekte, wie z. B. Vibrato oder „Volume Slide“. Die Verwendung eines einzigen Basis-Samples pro Instrument, die Definition aller Tonhöhen- und Effektvariationen über Instruktionen und die zeitliche Definition über eine Sequenzliste kann informationstechnisch als sehr effektive Codierung unter Vermeidung fast aller Redundanzen eines Musikstücks betrachtet werden. Diese effektive Codierung und eine eventuell folgende Datenkompression führt zu den sehr kompakten Trackermodul-Speicherformaten.
Die Tracker-Technologie skaliert sehr stark, d. h., es gibt zum einen Tracker, die auf Rechnern mit entsprechendem Arbeitsspeicher Samples von bis zu vier Gigabyte verarbeiten können, mit anderen Trackern wiederum kann selbst auf dem Sinclair ZX80, dem Game Boy Color oder ähnlichen leistungsschwachen Systemen in gewissen Grenzen Musik gemacht werden.
Ein wesentlicher Vorteil durch die Verwendung von Patterns ist, dass sich Musikstücke in kurzer Zeit durch Kopieren oder Verschieben von einzelnen Patterns oder ganzen Patterns-Blöcken neu strukturieren lassen. In Musikprogrammen dagegen, die Tonspuren nur als Waveformen anzeigen, ist es bei längeren Abschnitten und vielen Spuren oft nötig, die Ansicht erst herauszuzoomen. Dadurch ist es schwieriger, punktgenau zu selektieren oder zu den entsprechenden Bereichen oder Spuren zu scrollen. Zudem müssen danach meist durch Selektieren und Verschieben neue Freiräume geschaffen werden, in die die ausgewählten Abschnitte passgenau hineinkopiert werden. Entstandene Lücken durch Ausschneiden sind auch wieder durch Selektieren und Verschieben zu schließen. Der Bearbeitungsaufwand hierfür ist bei Trackern in der Regel erheblich geringer.

## Geschichte

### Ursprünge der Tracker auf dem Heimcomputer Ende der 1980er

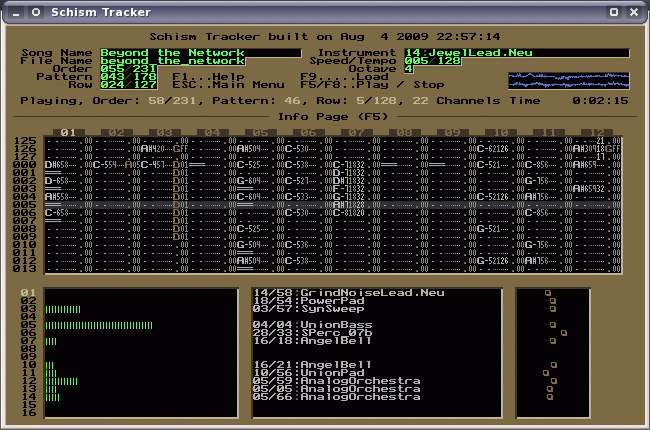
Schism Tracker mit Benutzeroberfläche im Textmodus:
oben: allgemeine Musikstückeigenschaften
mitte: Patterns, Befehlsliste für die Kanäle (entlang der Zeile) und den Zeitverlauf (entlang der Spalten), der weiße Balkencursor markiert den aktuellen Zeitpunkt
mitte-unten: Kanalliste mit Samples
links-unten: aktuelle Lautstärke pro Kanal
rechts-unten: Stereoseparierung pro Kanal (Panning)

Der Ultimate Soundtracker war der erste Tracker für den Amiga und wurde 1987 von Karsten Obarski programmiert. Das Gesamtkonzept, Samples mit einem zeitlich gerasterten und numerisch gesteuerten Sequenzer auszugeben, ist aber bereits auf die Fairlight CMI Sampling Workstation zurückzuführen, ein Softwarevorläufer ist Chris Hülsbecks Musiksoftware Soundmonitor von 1986 für den C64.
Der Ultimate Soundtracker war ursprünglich ein internes Entwicklungswerkzeug für EAS (ein deutsches Software-Unternehmen), was seine Programmierer-freundliche Schnittstelle erklären könnte. Das Unternehmen veröffentlichte es schließlich als kommerzielles Produkt, wobei allerdings erweiterte Shareware- und Freeware-Clones, wie NoiseTracker, MED und ProTracker nicht lange auf sich warten ließen. Viele dieser Clones basierten auf dem Original-Programm, das durch Reverse Engineering nachträglich erweitert wurde. Mit der großen Beliebtheit dieser Versionen endete auch der kommerzielle Erfolg des Ultimate Soundtrackers. Spätere Tracker (bekannte Beispiele: OctaMED, Oktalyzer) unterstützten acht oder mehr Kanäle, während mit spezieller Hardware oder Tricks auch 16-Bit-Wiedergabe möglich wurde.
Das Editierfenster eines Trackers ähnelt der Papierrolle eines automatischen Klaviers, welche sich von unten nach oben über den Bildschirm bewegt. Die ersten Tracker gestatteten nur vier Kanäle (begrenzt durch den Amiga Paula-Soundchip), obgleich, da die Noten Samples darstellen, diese Einschränkungen weniger gravierend als bei synthetisierenden Musikchips (wie z. B. Commodores SID oder einer aus General Instruments AY-Reihe) sind, da der Benutzer auch Akkorde samplen und diese in einem einzigen Kanal abspielen kann.
Ein gespeichertes Tracker-Stück enthält üblicherweise alle Sequenzerdaten sowie die Samples; und so wurde es auf dem Höhepunkt des Formats fast zum Sport, lange, komplexe .mod- oder .sng-Dateien zu schaffen, die dennoch kleiner als 880 kByte (Größe einer Amiga-Diskette) sind. Typischerweise hat der Komponist sein Pseudonym in der Sampleliste verewigt.

### 1990er und die Demoszene
Die Maschinen, auf denen Tracker-Software lief, waren besonders im Vereinigten Königreich nicht teuer, wo der Amiga und Atari ST am Anfang der 1990er die bevorzugten Heimcomputer waren. So wurde Tracker-Musik etwas wie ein Underground-Punk-Phänomen, besonders weil zu dieser Zeit so viel zeitgenössische Hitparaden-Musik sample-basierte Electronicmusik war, ein Genre, das relativ einfach mit zeit-gerasterter Sequenzierung zu erzeugen war. Tracker-Musik war eine phantastische Spielwiese für eine Generation von elektronischen Tanzmusikern, von denen viele auf einen Akai-Sampler, einen Multi-Effekt-Prozessor, ein Mischpult und ein Mikrofon sparten, um daraufhin die Hitparaden zu stürmen.
Es gab aber auch eine Kehrseite zu all dem, nämlich dass der Ausdruck „Tracker-Musik“ zu einem Ausdruck des Spotts wurde für stereotypisch rave-ige Popmusik im „Computerspielestil“, da die Schwierigkeit, dem mechanistischen Sequenzer-Stil etwas „Swing“ zu verleihen, auf viele Stücke im 4/4-Takt mit Vier-Takte-Abschnitten hinauslief, die oft auch ähnliche Samples verwendeten. Da instrumental, verlangte Tracker-Musik nach charakteristischen Vordergrundinstrumenten, von denen Chimes, jaulende Gitarrentöne und Rave Piano übermäßig zum Einsatz kamen.
Im Laufe der 1990er Jahre wechselten die Heimcomputer Tracker-Musiker auf IBM-kompatible PCs, und dort wurde das Trackerkonzept mit kompakten, aber hochwertigen Musikdateien von der Demoszene entdeckt und weiterentwickelt. So wurde zum Beispiel der Scream Tracker, einer der einflussreichsten PC-Tracker, von der Future Crew ursprünglich für den Gebrauch in ihren eigenen Demos entwickelt. Die enge Verbindung der Tracker mit der Demoszene, die in den skandinavischen Ländern schnell an Popularität gewann, verbreitete auch die Tracker unter jungen Künstlern, ein Grund für die große Zahl bekannter Tracker-Musiker aus Nordeuropa und Großbritannien. Mit u. a. Trackermusik wurde die Demoszene zu einer der treibenden Kräfte für die Entwicklung der PC-Plattform in Richtung Multimedia Mitte der 90er, was auch von den Hardwareherstellen erkannt wurde und zur Unterstützung von Demo-Veranstaltungen (z. B. der Assembly) durch Firmen wie Gravis oder AMD führte.
Es etablierte sich eine eigene Tracker-Subszene innerhalb der Demoszene mit eigenen Online-Publikationen wie z. B. TraxWeekly ein Tracker- und Trackermusik-Magazin, mit 119 Ausgaben bis 1998.
Für Computerspielen dieser Zeit wurden Tracker und deren Trackerformate ebenfalls verwendet, beispielhaft seien namentlich Pinball Dreams oder die Unreal-Reihe genannt.

### Dritte Generation Tracker und die 2000er

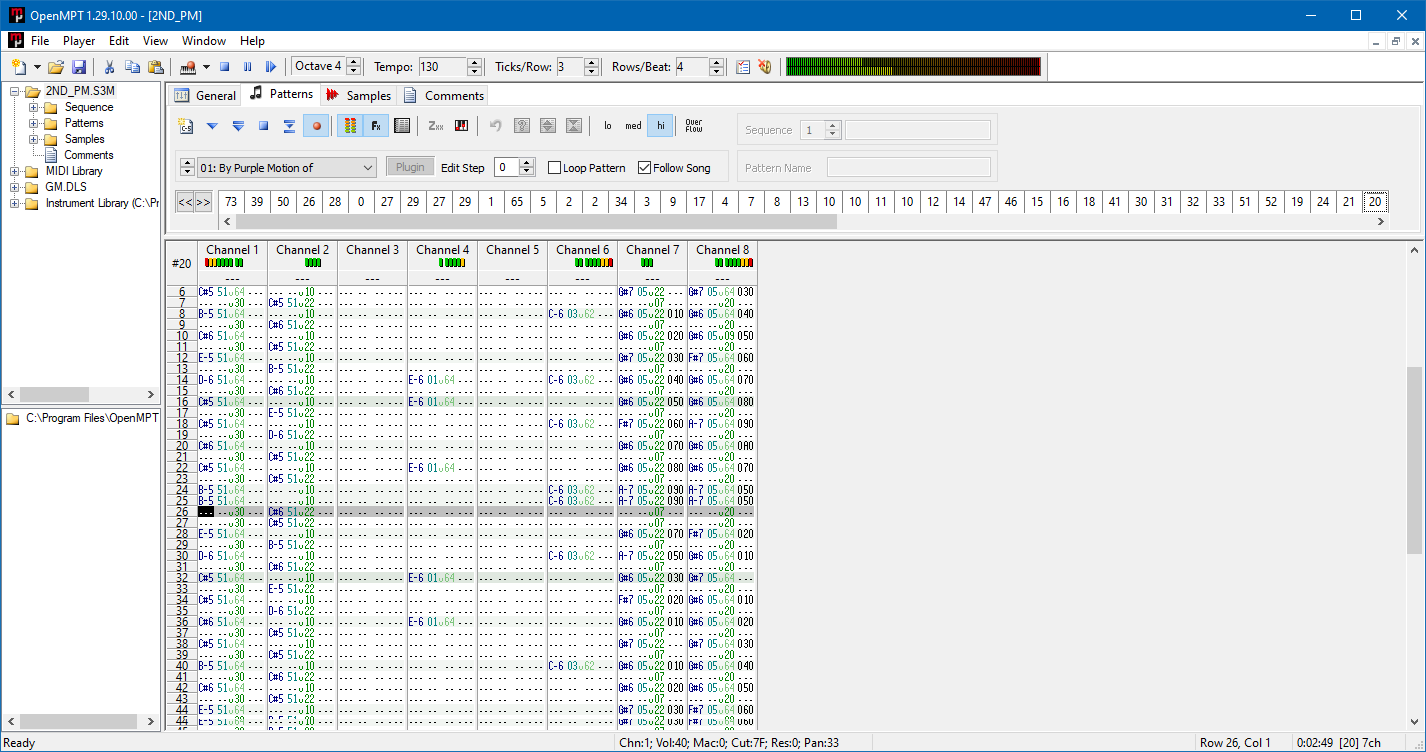
Open ModPlug Tracker, ein moderner graphischer Tracker

Ende der 90er/Anfang der 2000er entstand Tracker-Software der 3. Generation, deren Eigenschaften mit den anderer Sequenzersoftware gleichziehen: Impulse Tracker, Buzz, ModPlug Tracker, MadTracker, Renoise, Sk@le, Chibi Tracker, BeRoTracker – Ausgabe in hoher Qualität, Automatisierung, Unterstützung von VST-Plugins, interne DSPs und Multieffekte, Unterstützung für Multi-I/O-Karten usw.
In den 2000ern wurden Tracker-Dateien auch populär für Geräte mit begrenzter Hardwareausstattung (mobile Geräte etc.) wie den Game Boy Advance. Ähnlich wie in den 1990ern bei der Adoption der Trackerformate für den PC, begann auch die mobile Hardware gerade genug Rechenleistung zu besitzen, um mehrere Samples gleichzeitig abzuspielen (Softwaremixing). Auch hier sind die Vorteile die Qualität der gesampleten Trackermusik, die verglichen mit den eingebauten Tongeneratoren um einiges höher ist, als auch der geringe Speicherplatzbedarf verglichen mit anderen Musikformaten wie z. B. MP3.
2007 brachte das britische Computer Music Magazin einen großen Review unter dem Titel „Tracker! The amazing free music software giving the big boys a run for their money.“ über aktuelle Tracker heraus. Tracker wurden als professionelle Alternative zu teurer kommerzieller Software präsentiert, z. B. wurde der kostenlose und freie ModPlug Tracker unter die Top 5 freien Musiktracker gewählt.
Namhafte Künstler, welche Tracker verwendeten oder verwenden, sind u. a. Nasenbluten, Noisekick Andrew Sega und Deadmau5.

## Technik
Im Wesentlichen besteht ein Tracker aus zwei Funktionsteilen: aus einem Sequenzer mit Zeitraster, sowie einem einfachen Sampler.

### Klangerzeugung mittels Sampler
Für die Erzeugung der Klänge dienen sogenannte Samples. Hierbei handelt es sich um Aufzeichnungen von Naturklängen, bei denen die Ausgangsspannung des Mikrofons mit einer vorgegebenen Abtastrate („Samplingrate“) gemessen wurde. Diese Rate liegt üblicherweise zwischen 8 kHz (bei Telefonsystemen gebräuchlich) und 48 kHz. Zur Ausgabe wird das Sample wieder in einen Spannungsverlauf zurückgewandelt.
Hierbei ergeben sich zwei wichtige Möglichkeiten, den Klang des Samples zu manipulieren (siehe Zeichnung):

Manipulation von Tonhöhe und Lautstärke eines Samples
links: Änderung der Tonhöhe über Manipulation von t
rechts: Verstärkung oder Dämpfung der die Lautstärke repräsentierenden Spannung U

- Durch Strecken oder Stauchen auf der Spannungsachse (U) ändert sich die Lautstärke.
- Durch Strecken oder Stauchen auf der Zeitachse (t) ändert sich die Tonhöhe (englisch Pitch-Shifting).

Realisiert werden kann die Tonhöhenänderung eines digitalen Samples durch Anpassung der Abtastrate eines Sound-Ausgabekanals auf der Sound-Hardware oder durch Resampling des Samples auf die feststehende Abtastrate des Sound-Ausgabekanal. Bei dem Resampling kann jedoch besonders beim erhöhen der Tonhöhe (hoch-pitchen) das Abtasttheorem verletzt werden und störende Alias-Effekte auftreten. Es gibt viele algorithmische Ansätze diese Effekte zu mindern. Die Qualität, die hierbei von Trackern und Player erreicht wird, ist eines der wichtigsten Qualitätsunterscheidungsmerkmale.
Nachteil der ersten Methode, dem Hardware-Mixing, ist das für jeden gespielten Sample ein Ausgabekanal mit einstellbarer Abtastfrequenz existieren muss, bei dem Softwaremixing durch Software-Sampler kann man theoretisch mit einem einzigen Ausgabekanal auskommen, jedoch ist der Rechenaufwand deutlich größer und Alias-Effekte können die Qualität mindern.
Zwei weitere beim Tracker gebräuchliche Manipulationen sind Looping und Panning:
- Beim Looping werden Teile des Samples mehrfach wiederholt.
- Beim Panning wird die Lautstärke auf dem linken und rechten Kanal unterschiedlich eingestellt.

Die Ausgabekanäle eines Trackers in Aktion, Kanal 6 deaktiviert

Der Soundchip des Commodore Amiga, Paula, hatte vier Kanäle, konnte also zugleich vier Samples mit jeweils unabhängig voneinander eingestellter Abtastrate und Lautstärke abspielen. Diese Hardwareeigenschaft definierte auch die Kanalanzahl im ursprünglichen MOD-Format auf vier. Die Trackersoftware brauchte also die Samples nicht umzurechnen (Resampling) und zusammenzumischen, sondern nur an den Soundchip zu übergeben. Eine Panning-Einstellung, die die Position des Samples zwischen den Kanälen regelt, gab es aber noch nicht – links waren nur die Kanäle 1 und 4 zu hören, rechts nur die Kanäle 2 und 3 („LRRL“).
Auf einer Plattform wie dem IBM-PC der frühen 1990er, der keinen spezialisierten Mehrkanal-Soundchip besaß, sondern nur Soundhardware (z. B. Sound Blaster, Covox Speech Thing oder Systemlautsprecher) mit einem Kanal für links oder rechts, ist es erforderlich, die Trackermodul-Kanäle in Software abzumischen (Software-Mixing). Dies kostet zwar viel Rechenzeit, jedoch sind verschiedene Qualitätsabstufungen möglich, wodurch selbst auf kleinsten Heimcomputern noch Tracker-Musik möglich wird. Ein wichtiger Vorteil eines Software-Mischers ist, dass er sample-akkurat arbeiten kann: eine 1/96-Note ist dann z. B. bei 125 BPM und 44,1 kHz Abtastrate immer exakt 882 Messwerte lang, auch wenn der Soundkarten- oder Systemzeitgeber völlig ungenau sind.
Die später erschienene PC-Soundkarte Gravis Ultrasound bot Hardware-Mixing mit bis zu 32 Hardwareausgabekanälen und Panning an, jedoch mit wachsender Rechenleistung setzte sich das Software-Mixing mit der günstigeren Sound-Blaster-Karte durch und Hardware-Mixer sind seit Mitte der 1990er für den Personal Computer unüblich.

### Patternsequenzer
Gesteuert wird der Sampler vom Sequenzer als Teil der Abspielroutine (häufig „Player“ genannt). Dieser übergibt in regelmäßigen Zeitabschnitten an den Sampler, auf welchem Kanal welches Sample abzuspielen oder zu stoppen ist, mit welcher Abtastrate, Lautstärke und Panning-Einstellung das Sample zu spielen ist und welcher Abschnitt des Samples gegebenenfalls zu loopen ist. Bei einem hardwarebasierten Sampler (Amiga, GUS) werden die Sequenzer-Routinen hierzu regelmäßig per Timer-Interrupt aufgerufen und übergeben der Hardware neue Anweisungen. Bei softwarebasiertem Mischen läuft es hingegen zumeist umgekehrt: Der Sampler berechnet die „Aufnahme“ in einen FIFO-Speicher hinein, aus welcher sie abgespielt wird. Nach einer bestimmten Anzahl berechneter Werte fragt er dann jeweils die Sequenzer-Routinen, was er als Nächstes tun soll.
Im Gegensatz zu MIDI-Software verwenden Tracker üblicherweise ein striktes Zeitraster, das sogenannte primäre Timing. Ein Tick dieses Zeitrasters entspricht dabei der Dauer einer 1/96-Note, welche durch den BPM-Wert – „Beats (Viertel-Noten) pro Minute“ – festgelegt werden kann. Voreingestellt sind aus traditionellen Gründen üblicherweise 125 BPM (1/50 s) oder 150 BPM (1/60 s), weil diese Werte für Amiga-Spiele vorteilhaft waren. Der Wert kann aber während des Stückes jederzeit durch einen Effektbefehl geändert werden.

Der Editor eines Trackers

Mit dem primären Timing werden vor allem Effekte wie Lautstärke- oder Tonhöhenverläufe realisiert. Für die eigentliche Komposition sind so kurze Noten jedoch zumeist nicht erforderlich, und die Eingabe in Tabellenform wäre bei einem so kurzen Zeitraster sehr unübersichtlich. Deswegen lässt sich mittels der Speed-Einstellung das primäre Timing auf eine niedrigere Rate, das sogenannte sekundäre Timing herunterteilen. Voreingestellt ist standardmäßig der Wert 6, wodurch jede Tabellenzeile 1/16 Note andauert. Auch dies lässt sich innerhalb des Stückes jederzeit durch einen Effektbefehl ändern.

Entwicklungslinien über der Zeit für die verschiedenen Tracker. Abgebildet sind Weiterentwicklungen, Abspaltungen und Kooperationen mit durchgezogenen Linien. Beeinflussungen und Inspirationen ohne gemeinsame Quellcodebasis sind mit gepunkteten Linien angegeben. Farbcodiert sind verwandte Trackergruppen. Technikinnovationen sind textlich angemerkt. Tracker History Graphing Project, Stand Januar 2012

Die Eingabe der Komposition erfolgt in Tabellenform. Dabei stellen die Spalten die Kanäle und die Zeilen das sekundäre Timing dar. Jede der Kanal-Spalten enthält eine weitere Unterteilung in eine Spalte für die Tonhöhe, eine für die Nummer des zu spielenden Instruments (siehe unten), sowie ein bis drei Spalten für die auszuführenden Effektbefehle.

### Reproduzierbarkeit des Tracker-Musikstücksklang
Da die Tracker-Stücke mathematisch präzise definiert sind, klingen sie – im Gegensatz zu MIDI-Dateien – unabhängig von der verwendeten Soft- und Hardware (praktisch) immer gleich. Im MIDI-Format, welches keine Samples enthält, lediglich Befehle wie z. B. Note an / Note aus, werden die fehlenden Instrument-Samples auf eine undefinierte Art und Weise ersetzt (z. B. mit einer Hardware-abhängigen Wavetable-Synthese).
Jedoch gibt es mehrere Gründe dafür, dass auch der Klang von Trackermodulen variieren kann:
- Konzept der Sampler-Implementierung, welcher die Tonhöhe der Samples anpasst. Diese können sich im Extremfall signifikant im Klangbild unterscheiden z. B. aufgrund Alias-Effekte oder verschiedener Interpolationsalgorithmen (linear, Polynom, kubische Spline etc.).[16][15]
- Ein weiterer Grund können unscharfe Definitionen der Effekte in den durchaus komplexen Trackermodulformaten sein, die dann von Playern unterschiedlich umgesetzt werden.
- Durch Rundungs-Fehler kann es zu leichten Timing-Fehlern kommen, die sich bei langen Samples bemerkbar machen.
- Oder auch einfach durch Bugs bei Trackern/Playern, welche Effektbefehle oder exotischen Effektsequenzen auf eine nicht-konforme Art interpretieren.[18]

## Tracker-Begriffe
- Ein Modul oder MOD ist ein Dateiformat, in welcher Notation, Samples und sonstige Daten eines Stückes zusammengefasst sind.
- Mit dem Wert BPM – „Beats (Viertel-Noten) pro Minute“ – wird die Dauer einer 1/96-Note bestimmt. Diese kleinste Notendauer dient dem Tracker als internes Zeitraster und wird vor allem für die Effekterzeugung benutzt. Da der Wert ganzzahlig ist, ergeben sich Schritte von 0,4 Hertz. Voreingestellt sind üblicherweise 125 BPM (50 Hz) oder 150 BPM (60 Hz), weil diese Werte für Amiga-Spiele praktisch waren. Der Wert kann während des Stückes jederzeit durch einen Effektbefehl geändert werden.
- Der Wert Tempo bestimmt das Verhältnis zwischen dem internen Zeittakt (1/96 Note, siehe oben) und dem externen Zeittakt, der einer Tabellenzeile im Editor entspricht. Voreingestellt ist der Wert 6, wodurch eine Zeile eine 1/16-Note andauert.
- Ein Pattern ist ein Abschnitt des Stückes, typischerweise 64 Zeilen (16 Viertelnoten, also 4 Takte) lang. Die Reihenfolge der Patterns wird im Pattern-Editor festgelegt.
- Ein Sample ist eine Tonaufnahme, üblicherweise ein einzelner Ton, es kann aber auch eine komplexere Aufnahme, z. B. Gesang sein.
- Der Ausdruck Instrument ist bei älteren Trackern gleichbedeutend mit „Sample“, bei neueren bezeichnet er eine abstrakte Struktur, bei welcher für verschiedenen Tonhöhen verschiedene Samples benutzt werden können, um einen realistischeren Klang zu erhalten. Auch eine Hüllkurve ist möglich.
- Die C-4-Frequenz ist die Abtastrate eines Samples beim Spielen der Note C-4, zwischen den einzelnen Tracker-Normen ein wenig abweichend. Fasttracker II definiert z. B. einen Standardwert von 8363 Hz. Geändert wird die C-4-Frequenz entweder durch „Stimmen“ des Instruments (siehe RelNote und Finetuning) oder – z. B. bei Digitrakker – durch direkte Eingabe der gewünschten Frequenz (z. B. „44100 Hz“). Bei manchen Trackern (z. B. ModPlug Tracker) dient C-5 als Basis, nicht C-4, wobei hier dieselbe Note gemeint ist – die ganze Klaviatur ist lediglich eine Oktave nach oben verschoben.
- Die Werte RelNote und Finetuning bieten eine Möglichkeit zum Stimmen der Instrumente in Halbtonschritten bzw. 1/128 Halbtonschritten. Hierdurch ändert sich effektiv die C-4-Frequenz des Samples.
- Je nach Frequenzmodell wird die Tonhöhe intern entweder (Typ „Amiga“) als Quotient einer sehr großen Frequenz dargestellt oder (Typ „linear“) als Exponent dargestellt. Bei Letzterem Modell gibt es stets die gleiche Anzahl von Zwischenschritten zwischen zwei Halbtönen. Einige Effekte (z. B. Sliding) klingen je nach Modell ziemlich verschieden, weswegen sich einige Tracker umschalten lassen.

## Formate
Abhängig vom verwendeten Editor bzw. den Ansprüchen, denen das Musikstück genügen musste, entstand vor allem über die „Gemeinde“ der „Demo-Groups“ eine Vielzahl an Dateiformaten. Für einige (auch aktuelle) Programme wie z. B. Winamp, XMPlay oder XMMS existieren Plug-Ins von Drittanbietern, um diese Formate abzuspielen. Dabei sind die besonders populäreren Formate MOD, XM, IT und S3M häufig sogar direkt abspielbar, ohne dass Plug-Ins erforderlich sind. Gerade bei der Nachbearbeitung haben die Module den entscheidenden Vorteil, alle notwendigen Informationen zu beinhalten und zudem editierbar zu sein. Parallel zum Dschungel der Dateiformate gibt es aber einen Konsens beim Importieren von Fremdformaten. Dazu zählt vor allem die Unterstützung der ursprünglichen Amiga MOD-Dateien sowie (später) der bekannten PC-Formate XM, IT und S3M.
| Format | Beschreibung |
| ------ | --- |
| *.669  | 669-Composer von Tran/Renaissance (8 Kanäle). |
| *.BRT  | BeRoTracker (256 Kanäle, erweiterte Fähigkeiten sowie Effekte von Sound-Plugins).                                                                                                |
| *.DBM  | DigiboosterPro-Modul (4–128 Kanäle). Amiga-Modulformat, welches von Modplug (PC) auch geladen werden kann.                                                                       |
| *.DMF  | d-lusion Digital Music File. Format von X-Tracker (32 Kanäle). |
| *.FAR  | Farandole-Tracker-Modul (16 Kanäle). |
| *.HSC  | HSC-Tracker-Modul (9 Adlib-Kanäle). Modulformat, welches (nicht nur) in Spielen von neo Software benutzt wurde.                                                                  |
| *.AMD  | Elyssis Amusic-Tracker-Modul (9 Adlib-Kanäle). Modulformat, welches vorwiegend in Intros, Demos oder Adlib Music Disks verwendet wurde.                                          |
| *.IT   | Impulse Tracker-Modul (256 interne Kanäle, 64 direkt editierbar). |
| *.MED  | OctaMed-Module. |
| *.LIQ  | Liquid-Tracker-Modul (64 Kanäle). |
| *.MDL  | DigiTrakker (ähnlicher Funktionsumfang wie *.XM) |
| *.MOD  | Protracker-Modul (4 Kanäle). Ursprüngliches, beim Commodore Amiga verwendetes Modulformat. Einige Abwandlungen erlauben bis zu 99 Kanäle (z. B. in FastTracker bis zu 32 Kanäle) |
| *.MT2  | MadTracker-2-Modul (64 Kanäle und Effekte von Sound-Plugins). |
| *.MTM  | Multitracker-Modul (32 Kanäle). |
| *.AST  | All Sound Tracker (32 Kanäle für Soundkarten mit EMU8000 Chipsatz, Soundblaster AWE32/64)                                                                                        |
| *.NST  | Soundtracker- bzw. Noisetracker-Modul (4 Kanäle). Dies ist ebenfalls ein Amiga-Format.                                                                                           |
| *.OKT  | Oktalyzer-Modul (8 Kanäle). |
| *.PSM  | ProTracker Studio Modul (verwendet in diversen Shareware-Spielen von Epic MegaGames).                                                                                            |
| *.PTM  | PolyTracker Modul. |
| *.S3M  | Scream Tracker 3-Modul (32 digitale und/oder 9 AdLib-Kanäle). Neben MOD sehr weit verbreitet.                                                                                    |
| *.SFX  | SoundFX 1.3 Modul (4 Kanäle). Dies ist ein leicht abgeändertes Soundtracker-Format.                                                                                              |
| *.STM  | Scream Tracker-Modul (4 Kanäle mit 8 bit). Dies ist der Vorgänger des *.S3M-Formats.                                                                                             |
| *.TFX  | TFMX-Editor-Modul (bis zu 7 Kanäle). Es wird hauptsächlich auf dem Amiga verwendet, z. B. für Turrican II (Amiga-Version).                                                       |
| *.ULT  | Ultra-Tracker-Modulformat im Zusammenhang mit der PC-ISA-Soundkarte „Gravis Ultrasound“.                                                                                         |
| *.XM   | FastTracker2-Modul (32 Kanäle, maximal 16-bittige Instrumente mit Attributen). Eines der bedeutendsten Formate.                                                                  |
| *.XRNS | Renoise-Dateiformat auf Basis von XML, ZIP und FLAC. |

## Liste der Tracker
Für eine Übersicht über aktuelle und historische Trackerimplementierungen siehe Liste von Trackern.